# Paraturbanella pediballetor
Paraturbanella pediballetor is een buikharige uit de familie Turbanellidae. Het dier komt uit het geslacht Paraturbanella. Paraturbanella pediballetor werd in 2008 voor het eerst wetenschappelijk beschreven door Hummon. 